# Olympische Sommerspiele 1988/Boxen
Bei den XXIV. Olympischen Sommerspielen 1988 in Seoul fanden zwölf Wettbewerbe im Boxen statt. Austragungsort war die Jamsil-Sporthalle, die zum Seoul Sports Complex im Bezirk Songpa-gu gehört. Das olympische Boxturnier war überschattet von Skandalen. Nach dem Kampf von Aleksandar Christow gegen Byun Jung-il verprügelten die südkoreanischen Betreuer den Ringrichter. Außerdem protestierte Byun Jung-il mit einem über einstündigen Sitzstreik im Ring. Nach einer klaren Fehlentscheidung wurde nach dem Kampf zwischen Park Si-hun und Roy Jones jr. dem deutlich unterlegenen Park Si-hun die Goldmedaille zugesprochen. Später wurden mindestens acht Betrugsurteile nachgewiesen.

## Bilanz

### Medaillenspiegel
| Platz | Land               | Gold | Silber | Bronze | Gesamt |
| ----- | ------------------ | ---- | ------ | ------ | ------ |
| 1     | Vereinigte Staaten | 3    | 3      | 2      | 8      |
| 2     | Südkorea           | 2    | 1      | 1      | 4      |
| 3     | DDR                | 2    | 1      | –      | 3      |
| 4     | Sowjetunion        | 1    | 1      | 2      | 4      |
| 5     | Kanada             | 1    | 1      | 1      | 3      |
| 6     | Bulgarien          | 1    | 1      | –      | 2      |
| 7     | Kenia              | 1    | –      | 1      | 2      |
| 8     | Italien            | 1    | –      | –      | 1      |
| 9     | Schweden           | –    | 1      | 1      | 2      |
| 10    | Australien         | –    | 1      | –      | 1      |
| 10    | Frankreich         | –    | 1      | –      | 1      |
| 10    | Rumänien           | –    | 1      | –      | 1      |
| 13    | Polen              | –    | –      | 4      | 4      |
| 14    | BR Deutschland     | –    | –      | 1      | 1      |
| 14    | Großbritannien     | –    | –      | 1      | 1      |
| 14    | Jugoslawien        | –    | –      | 1      | 1      |
| 14    | Kolumbien          | –    | –      | 1      | 1      |
| 14    | Marokko            | –    | –      | 1      | 1      |
| 14    | Mexiko             | –    | –      | 1      | 1      |
| 14    | Mongolei           | –    | –      | 1      | 1      |
| 14    | Niederlande        | –    | –      | 1      | 1      |
| 14    | Pakistan           | –    | –      | 1      | 1      |
| 14    | Philippinen        | –    | –      | 1      | 1      |
| 14    | Thailand           | –    | –      | 1      | 1      |
| 14    | Ungarn             | –    | –      | 1      | 1      |

### Medaillengewinner
| Konkurrenz         | Gold                  | Silber                 | Bronze                                          |
| ------------------ | --------------------- | ---------------------- | ----------------------------------------------- |
| Halbfliegengewicht | Iwajlo Marinow        | Michael Carbajal       | Róbert Isaszegi Leopoldo Serantes               |
| Fliegengewicht     | Kim Kwang-sun         | Andreas Tews           | Mariano González Timofei Skrjabin               |
| Bantamgewicht      | Kennedy McKinney      | Aleksandar Christow    | Phajol Moolsan Jorge Julio Rocha                |
| Federgewicht       | Giovanni Parisi       | Daniel Dumitrescu      | Abdelhak Achik Lee Jae-hyuk                     |
| Leichtgewicht      | Andreas Zülow         | George Cramne          | Romallis Ellis Nergüin Enchbat                  |
| Halbweltergewicht  | Wjatscheslaw Janowski | Grahame Cheney         | Reiner Gies Lars Myrberg                        |
| Weltergewicht      | Robert Wangila        | Laurent Boudouani      | Jan Dydak Kenneth Gould                         |
| Halbmittelgewicht  | Park Si-hun           | Roy Jones jr.          | Raymond Downey Richie Woodhall                  |
| Mittelgewicht      | Henry Maske           | Egerton Marcus         | Christopher Sande Hussain Shah Syed             |
| Halbschwergewicht  | Andrew Maynard        | Nurmagomed Schanawasow | Henryk Petrich Damir Škaro                      |
| Schwergewicht      | Ray Mercer            | Baik Hyun-man          | Andrzej Gołota Arnold Vanderlyde                |
| Superschwergewicht | Lennox Lewis          | Riddick Bowe           | Alexander Miroschnitschenko Janusz Zarenkiewicz |

## Ergebnisse

### Halbfliegengewicht (bis 48 kg)
| Platz | Land | Sportler            |
| ----- | ---- | ------------------- |
| 1     | BUL  | Iwajlo Marinow      |
| 2     | USA  | Michael Carbajal    |
| 3     | HUN  | Róbert Isaszegi     |
| 3     | PHI  | Leopoldo Serantes   |
| 5     | URS  | Alexander Machmutow |
| 5     | MAR  | Mahjoub M’jirih     |
| 5     | CAN  | Scotty Olson        |
| 5     | THA  | Chatchai Sasakul    |

Datum: 17. September bis 1. Oktober 1988 

34 Teilnehmer aus 34 Ländern

### Fliegengewicht (bis 51 kg)
| Platz | Land | Sportler         |
| ----- | ---- | ---------------- |
| 1     | KOR  | Kim Kwang-sun    |
| 2     | GDR  | Andreas Tews     |
| 3     | MEX  | Mariano González |
| 3     | URS  | Timofei Skrjabin |
| 5     | ALG  | Benaissa Abed    |
| 5     | DOM  | Meluin de Leon   |
| 5     | GHA  | Alfred Kotey     |
| 5     | BUL  | Serafim Todorow  |

Datum: 18. September bis 2. Oktober 1988 

44 Teilnehmer aus 44 Ländern

### Bantamgewicht (bis 54 kg)
| Platz | Land | Sportler               |
| ----- | ---- | ---------------------- |
| 1     | USA  | Kennedy McKinney       |
| 2     | BUL  | Aleksandar Christow    |
| 3     | THA  | Phajol Moolsan         |
| 3     | COL  | Jorge Julio Rocha      |
| 5     | MGL  | Njamaagiin Altanchujag |
| 5     | URS  | Alexander Artemjew     |
| 5     | JPN  | Katsuyuki Matsushima   |
| 5     | KEN  | Stephen Mwema          |
| 9     | GDR  | René Breitbarth        |

Datum: 17. September bis 1. Oktober 1988 

48 Teilnehmer aus 48 Ländern

### Federgewicht (bis 57 kg)
| Platz | Land | Sportler          |
| ----- | ---- | ----------------- |
| 1     | ITA  | Giovanni Parisi   |
| 2     | ROM  | Daniel Dumitrescu |
| 3     | MAR  | Abdelhak Achik    |
| 3     | KOR  | Lee Jae-hyuk      |
| 5     | CHN  | Liu Dong          |
| 5     | POL  | Tomasz Nowak      |
| 5     | ISR  | Ya’acov Shmuel    |
| 5     | NED  | Regilio Tuur      |
|       |      |                   |
| 33    | GDR  | Diego Drumm       |

Datum: 18. September bis 2. Oktober 1988 

48 Teilnehmer aus 48 Ländern

### Leichtgewicht (bis 60 kg)
| Platz | Land | Sportler        |
| ----- | ---- | --------------- |
| 1     | GDR  | Andreas Zülow   |
| 2     | SWE  | George Cramne   |
| 3     | USA  | Romallis Ellis  |
| 3     | MGL  | Nergüin Enchbat |
| 5     | BUL  | Emil Chuprenski |
| 5     | GBR  | Charles Kane    |
| 5     | MAR  | Kamal Marjouane |
| 5     | EGY  | Mohamed Hegazi  |

Datum: 19. September bis 1. Oktober 1988 

19 Teilnehmer aus 19 Ländern

### Halbweltergewicht (bis 63,5 kg)
| Platz | Land | Sportler                   |
| ----- | ---- | -------------------------- |
| 1     | URS  | Wjatscheslaw Janowski      |
| 2     | AUS  | Grahame Cheney             |
| 3     | FRG  | Reiner Gies                |
| 3     | SWE  | Lars Myrberg               |
| 5     | MGL  | Sodnomdarjaagiin Altansüch |
| 5     | USA  | Todd Foster                |
| 5     | ZAM  | Anthony Mwamba             |
| 5     | MEX  | Humberto Rodríguez         |
|       |      |                            |
| 17    | GDR  | Andreas Otto               |

Datum: 19. September bis 2. Oktober 1988 

45 Teilnehmer aus 45 Ländern

### Weltergewicht (bis 67 kg)
| Platz | Land | Sportler          |
| ----- | ---- | ----------------- |
| 1     | KEN  | Robert Wangila    |
| 2     | FRA  | Laurent Boudouani |
| 3     | POL  | Jan Dydak         |
| 3     | USA  | Kenneth Gould     |
| 5     | NGR  | Adewale Adegbusi  |
| 5     | BUL  | Christo Furnigow  |
| 5     | FIN  | Joni Nyman        |
| 5     | KOR  | Song Kyung-sup    |
| 9     | GDR  | Siegfried Mehnert |
|       |      |                   |
| 17    | FRG  | Alexander Künzler |

Datum: 20. September bis 1. Oktober 1988 

44 Teilnehmer aus 44 Ländern

### Halbmittelgewicht (bis 71 kg)
| Platz | Land | Sportler           |
| ----- | ---- | ------------------ |
| 1     | KOR  | Park Si-hun        |
| 2     | USA  | Roy Jones jr.      |
| 3     | CAN  | Raymond Downey     |
| 3     | GBR  | Richie Woodhall    |
| 5     | SWE  | Martin Kitel       |
| 5     | ITA  | Vincenzo Nardiello |
| 5     | PUR  | Rey Rivera         |
| 5     | URS  | Jewgeni Saizew     |
| 9     | GDR  | Torsten Schmitz    |
|       |      |                    |
| 17    | FRG  | Norbert Nieroba    |

Datum: 20. September bis 2. Oktober 1988 

36 Teilnehmer aus 36 Ländern

### Mittelgewicht (bis 75 kg)
| Platz | Land | Sportler             |
| ----- | ---- | -------------------- |
| 1     | GDR  | Henry Maske          |
| 2     | CAN  | Egerton Marcus       |
| 3     | KEN  | Christopher Sande    |
| 3     | PAK  | Hussain Shah Syed    |
| 5     | HUN  | Zoltán Füzesy        |
| 5     | ITA  | Michele Mastrodonato |
| 5     | FRG  | Sven Ottke           |
| 5     | UGA  | Franco Wanyama       |

Datum: 19. September bis 1. Oktober 1988 

33 Teilnehmer aus 33 Ländern

### Halbschwergewicht (bis 81 kg)
| Platz | Land | Sportler               |
| ----- | ---- | ---------------------- |
| 1     | USA  | Andrew Maynard         |
| 2     | URS  | Nurmagomed Schanawasow |
| 3     | POL  | Henryk Petrich         |
| 3     | YUG  | Damir Škaro            |
| 5     | KEN  | Joseph Akhasamba       |
| 5     | EGY  | Ahmed El-Nagar         |
| 5     | HUN  | Lajos Erős             |
| 5     | ITA  | Andrea Magi            |
| 9     | FRG  | Markus Bott            |
|       |      |                        |
| 17    | GDR  | René Suetovius         |

Datum: 21. September bis 2. Oktober 1988 

26 Teilnehmer aus 26 Ländern

### Schwergewicht (bis 91 kg)
| Platz | Land | Sportler          |
| ----- | ---- | ----------------- |
| 1     | USA  | Ray Mercer        |
| 2     | KOR  | Baik Hyun-man     |
| 3     | POL  | Andrzej Gołota    |
| 3     | NED  | Arnold Vanderlyde |
| 5     | HUN  | Gyula Alvics      |
| 5     | ITA  | Luigi Gaudiano    |
| 5     | GDR  | Maik Heydeck      |
| 5     | KEN  | Harold Obunga     |

Datum: 22. September bis 1. Oktober 1988 

18 Teilnehmer aus 18 Ländern

### Superschwergewicht (über 91 kg)
| Platz | Land | Sportler                    |
| ----- | ---- | --------------------------- |
| 1     | CAN  | Lennox Lewis                |
| 2     | USA  | Riddick Bowe                |
| 3     | URS  | Alexander Miroschnitschenko |
| 3     | POL  | Janusz Zarenkiewicz         |
| 5     | TCH  | Peter Hrivňák               |
| 5     | GDR  | Ulli Kaden                  |
| 5     | KOR  | Kim Yoo-hyun                |
| 5     | FRG  | Andreas Schnieders          |
| 9     | AUT  | Biko Botowamungu            |

Datum: 22. September bis 2. Oktober 1988 

17 Teilnehmer aus 17 Ländern